# Szatan z siódmej klasy (film 2006)
Szatan z siódmej klasy – polski film fabularny z 2006 na podstawie powieści dla młodzieży Kornela Makuszyńskiego. Wraz z wersją kinową filmu powstał miniserial telewizyjny.
Głównym bohaterem jest Adam Cisowski, mądry i logicznie myślący chłopiec z żyłką detektywistyczną. Powieść opowiada o tajemnicy z czasów wojen napoleońskich – zagadce, którą Adaś, wraz z rodziną Gąsowskich będzie musiał rozwiązać.

## Obsada
- Bartosz Fajge – Adam Cisowski
- Katarzyna Bator – Wanda Gąsowska
- Wojciech Malajkat – profesor Gąsowski
- Krzysztof Globisz – Iwo Gąsowski, ojciec Wandy
- Katarzyna Pypno – Zosia
- Tytus Hołdys – Tadek Jasiński, przyjaciel Cisowskiego
- Marek Serdiukow - Julek, kolega Adama
- Tomasz Koźlik – Staszek Burski
- Paweł Jakowlew – Maciel Łoziński
- Łukasz Jaźwiec – Borkowski
- Rafał Kołsut – Szostak
- Krystyna Tkacz – Antoniowa, gosposia w domu Cisowskich
- Justyna Sieńczyłło – Cisowska, matka Adama
- Emilian Kamiński – doktor Tomasz Cisowski, ojciec Adama
- Maria Kaniewska – gospodyni księdza
- Radosław Popłonikowski – złodziej (fałszywy malarz)
- Jerzy Moes – dyrektor szkoły
- Janusz Nowicki – profesor Gutek
- Wojciech Wiliński – konduktor
- Paulina Tworzyańska – Honorata
- Kazimierz Tarnas – antykwariusz
- Andrzej Haliński – malarz na paryskiej ulicy
- Lech Ordon – ksiądz
- Rafał Cieszyński - Francuz